# افسانه عشق (فیلم ۱۹۸۴)
افسانه عشق (به هندی: Sohni Mahiwal) فیلمی است محصول سال ۱۹۸۴ و به کارگردانی اومش مهرا است. در این فیلم بازیگرانی همچون سانی دئول، پونام دیلون، پران، زینت امان، تانوجا، شامی کاپور، گلشن گروور، فرونزیک مکرتچیان ایفای نقش کرده‌اند.